# Le Chesnay
Le Chesnay foi uma antiga comuna francesa na região administrativa da Île-de-France, no departamento de Yvelines. A comuna possuia 28 590 habitantes segundo o censo de 2014.
Em 1 de janeiro de 2019, as comunas de Le Chesnay e Rocquencourt se fundiram para formar a nova comuna de Le Chesnay-Rocquencourt.

## Geografia
O território comunal era atravessado, na sua parte norte e ao longo de um eixo este-oeste, pela rodovia A 13 e, no seu centro e ao longo de um eixo norte-sul, pela Estrada nacional 321 que leva a La Celle-Saint-Cloud e Bougival ao norte e a Versalhes ao sul. Fazia fronteira, por meio dos limites sudoeste e sul com Versalhes, pela Estrada nacional 186 que leva na direção de Saint-Germain-en-Laye ao norte e para Versalhes em direção ao sul e, por meio do limite norte com La Celle-Saint-Cloud, pela estrada departamental D307, eixo leste-oeste que leva a Vaucresson e Saint-Cloud para o leste e Bailly e Noisy-le-Roi para o oeste.
A localidade de Le Chesnay não tem estação, sendo as mais próximas as estações de Versailles-Rive-Droite, Vaucresson e La Celle-Saint-Cloud que levam à Paris Saint-Lazare. 

## Toponímia
O nome da localidade está atestado nas formas Canoilum em 1122, Chesneium, Chesnetum no século XIII, Le Chenay.
O topônimo Le Chesnay é uma forma arcaica de "la Chênaie" (a Floresta de carvalho) em francês antigo. O sufixo galo-romano -ETU(m) resultou em -ey/-ay, masculino, e -ETA > -aye > -aie, feminino. Este sufixo de valor coletivo, serve para se referir a um "conjunto de árvores da mesma espécie". A palavra francesa chêne (anteriormente chaisne > chesne), carvalho, vem do gaulês cassanos .

## História
Os primeiros vestígios de uma aglomeração datam da época de Carlos Magno. No século XIII, ainda é uma aldeia no meio de uma floresta, de lenhadores e agricultores, Le Chesnay "o local onde há carvalhos".
Le Chesnay dependia da paróquia de Rocquencourt quando em 1683, Luís XIV a comprou para encerrá-la no Parque de Versalhes.

## Hospital
- Hospital André Mignot